# Vlag van Woudrichem

Vlag van de gemeente Woudrichem
(1977-2019)

De vlag van Woudrichem werd bij raadsbesluit op 31 januari 1977 vastgesteld als de gemeentelijke vlag van de Noord-Brabantse gemeente Woudrichem. De beschrijving luidde als volgt:
Een vlag, waarvan de lengte zich verhoudt tot de hoogte als 3:2. Op een derde van de lengte, gemeten vanaf de broekzijde is het doek gedeeld. Het veld aan de broekzijde is groen en beladen met een zich naar de stok buigende witte zalm. Het overige deel van de vlag is geel en vertoont een zwarte baan ter breedte van een vierde van de vlaghoogte. Op deze baan zijn vijf breedarmige gele kruisjes op een rij geplaatst.

## Geschiedenis
In 1973 fuseerde de gemeente met vier buurgemeenten, waarbij de naam Woudrichem als gemeentenaam werd behouden. Door deze fusie kwamen alle vijf gemeentewapens te vervallen en was een nieuw wapen nodig. Het nieuwe wapen werd op 23 maart 1974 bij Koninklijk Besluit toegekend. De vlag is gebaseerd op deze wapen. De zalm kwam op alle wapens van de samengevoegde gemeenten voor. De vijf kruisjes verwijzen naar de vijf gemeenten waaruit de nieuwe gemeente is ontstaan. De vlag is ontworpen door heraldicus Gerlof Bontekoe.
De kleuren zijn afkomstig van de gemeentewapens van Woudrichem en Andel, een van de voorgangers van de gemeente.
Op 1 januari 2019 is de gemeente Woudrichem opgegaan in de nieuw opgerichte gemeente Altena, waardoor de vlag als gemeentevlag is komen te vervallen.

## Afbeeldingen

Het wapen van Woudrichem
Het wapen van Andel
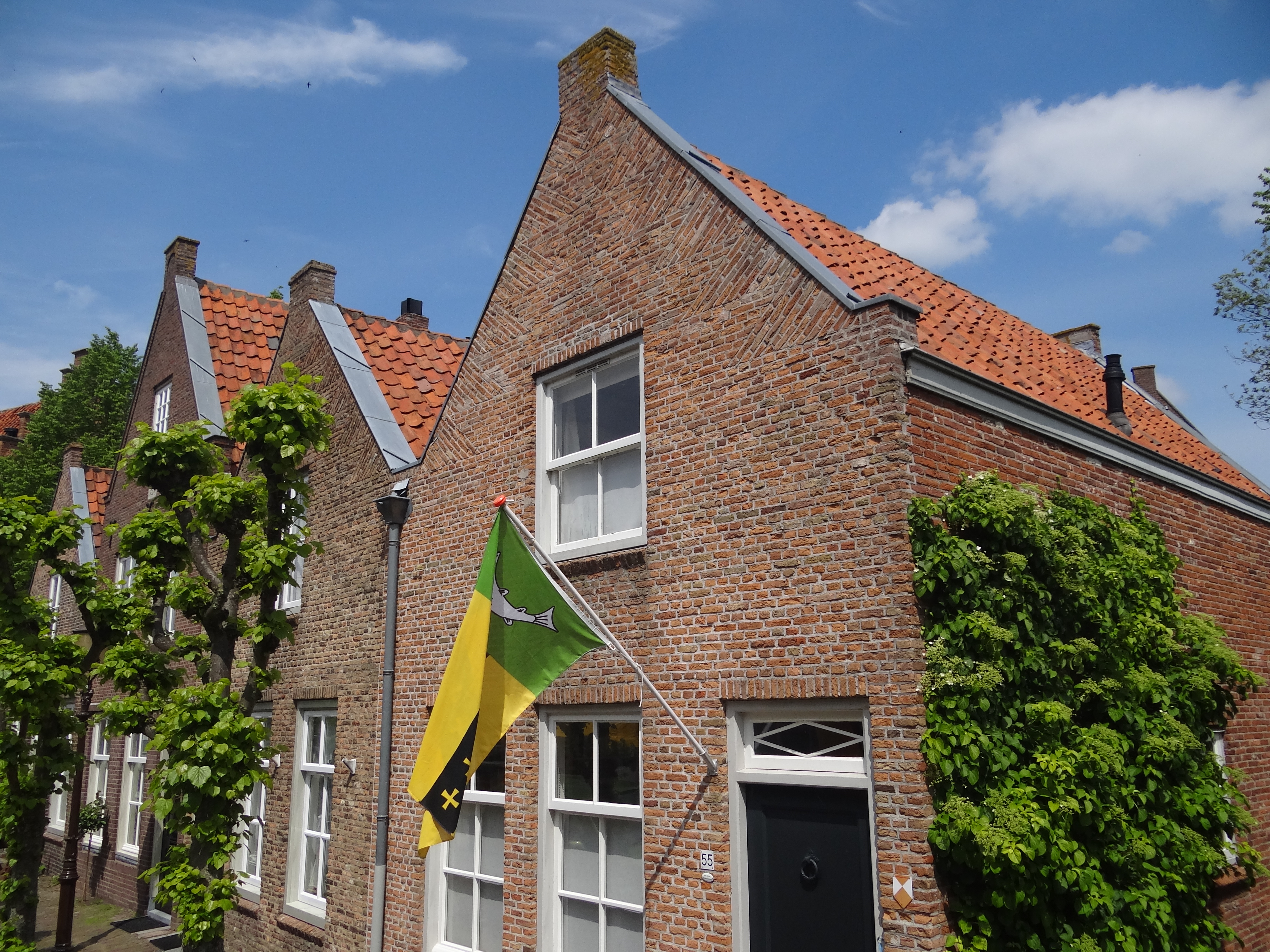
De vlag in het straatbeeld

Aalburg 
· Aarle-Rixtel 
· Alphen en Riel 
· Bakel en Milheeze 
· Beek en Donk 
· Beers 
· Berghem 
· Berkel-Enschot 
· Berlicum 
· Bladel en Netersel 
· Borkel en Schaft 
· Boxmeer 
· Budel 
· Chaam 
· Cuijk 
· Cuijk en Sint Agatha 
· Den Dungen 
· Diessen 
· Dinteloord en Prinsenland 
· Drunen 
· Dussen 
· Engelen 
· Erp 
· Esch 
· Escharen 
· Fijnaart en Heijningen 
· Geffen 
· Geldrop 
· Gemert 
· Giessen 
· Ginneken en Bavel 
· Grave 
· 's Gravenmoer 
· Haaren 
· Halsteren 
· Haps 
· Heesch 
· Heeswijk-Dinther 
· Heeze 
· Helvoirt 
· Hoeven 
· Hooge en Lage Mierde 
· Hooge en Lage Zwaluwe 
· Hoogeloon, Hapert en Casteren 
· Huijbergen 
· Klundert 
· Landerd 
· Leende 
· Liempde 
· Lieshout 
· Lith 
· Luyksgestel 
· Maarheeze 
· Maasdonk 
· Made en Drimmelen 
· Megen, Haren en Macharen 
· Mierlo 
· Mill en Sint Hubert 
· Moergestel 
· Nieuw-Ginneken 
· Nieuw-Vossemeer 
· Nistelrode 
· Nuland 
· Oeffelt 
· Oost-, West- en Middelbeers 
· Oploo, Sint Anthonis en Ledeacker 
· Ossendrecht 
· Oud en Nieuw Gastel 
· Oudenbosch 
· Prinsenbeek 
· Putte 
· Raamsdonk 
· Ravenstein 
· Reusel 
· Riethoven 
· Rijsbergen 
· Rijswijk 
· Roosendaal en Nispen 
· Rosmalen 
· Schaijk 
· Schijndel 
· Sint Anthonis 
· Sint-Oedenrode 
· Sprang-Capelle 
· Standdaarbuiten 
· Terheijden 
· Teteringen 
· Uden 
· Udenhout 
· Veghel
· Vessem, Wintelre en Knegsel 
· Vierlingsbeek 
· Vlijmen 
· Wanroij 
· Waspik 
· Werkendam 
· Westerhoven 
· Willemstad 
· Woudrichem 
· Wouw 
· Zeeland 
· Zevenbergen